# Ликавский, Томаш
Томаш Ликавский (словац. Tomáš Likavský; род. 28 июля 1971, Зволен) — словацкий шахматист, гроссмейстер (2005).
В составе сборной Словакии участник 2-х Олимпиад (2004, 2006).

## Спортивная биография
Дважды (в 2004 и 2006 годах) в составе национальной сборной принял участие в шахматных олимпиадах. Кроме того, в 2001 году представлял Словакию на командном первенстве Европы, которое состоялось в Леоне.

## Таблица результатов
| Год  | Город   | Турнир         | + | − | = | Результат | Место |
| ---- | ------- | -------------- | - | - | - | --------- | ----- |
| 2004 | Кальвиа | 36-я олимпиада | 1 | 1 | 3 | 2½ из 5   |       |
| 2006 | Турин   | 37-я олимпиада | 4 | 3 | 0 | 4 из 7    |       |
|      |         |                |   |   |   | из        |       |

## Изменения рейтинга
Самый высокий рейтинг Эло в карьере имел по состоянию на 1 октября 2005 года, достигнув 2514 очков занимал тогда 5-е место среди словацких шахматистов.
| Графики недоступны из-за технических проблем. См. информацию на Фабрикаторе и на mediawiki.org. |